# Iver Krabbe
Iver Tagesen Krabbe, född på Övedskloster i Skåne 22 mars 1602, död 30 oktober 1666, var en dansk ämbetsinnehavare och svensk undersåte (efter Skånes övergång).

## Biografi
Iver var son till Tage Krabbe (död 1612) och började 1625 studera vid universitetet i Padua. Efter hemkomsten 1628 blev han hovjunkare. Den 25 augusti samma år gifte han sig med Karen Ottesdatter Marsvin på Köpenhamns slott. 1629 blev han slottsherre på Lagaholm utanför Laholm. Sonen Tage föddes 1630 och den yngre sonen Jörgen Krabbe, sedermera svensk friherre, föddes 1633. Iver Krabbe och Karen Marsvin hade också sju döttrar varav Karen Krabbe till Fulltofta var gift med den kände danske diplomaten Just Högh. 1636 blev Iver länsherre på Varbergs slott och fästning och på Bohus fästning vid Kungälv från 1646.
År 1648 dubbades han till riddare i samband med kröningen av Fredrik III.
Som godsägare i Skåne ägde han Jordberga slott, Fulltofta slott, Krageholms slott och Marsvinsholms slott och i Danmark var han herre till Gunderslevsholm som sonen Tage senare övertog.
Krabbe var en bitter svenskfiende och en av tillskyndarna av kriget mot Sverige 1657 och hade åren 1657–1658 framgångar i strider i Bohuslän och Västergötland, i den så kallade Krabbefejden. Avträdandet av Skåne var för Krabbe en stor besvikelse, men införandet av enväldet i Danmark förmådde den stolte aristokraten och till och med överväga en övergång i svensk tjänst. Åren 1661–1664 var han ståthållare i det danskstyrda Norge, men betraktades med misstänksamhet och måste avgå från sin post.
I Varberg erinrar Krabbes väg om hans tid i staden. Söder om Lasarettsgatan går den som en förlängning av Knut Porses väg, förbi bostadsområdet Kurtinen till Lindesbergsvägen.
Vid Skånes övergång till Sverige valde Iver Krabbe att dela familjens gods mellan Skåne och Danmark. Sonen Tage blev kvar på danska sidan emedan Iver, hans bror Niels och sonen Jörgen svor trohet till den svenske kungen. I samma veva erbjöd Iver sig att gå i svensk tjänst men i slutändan förblev han kvar i dansk tjänst till sin död. 
Iver Krabbe ansågs under sin levnadstid vara Skånes mest inflytelserike adelsman och betecknades av den svenske generalguvernören som skåningarnas ledare och den som kunde orsaka ett uppror om han så önskade, eftersom han var så populär bland folket. Efter Iver Krabbes död övertogs denna position av sonen Jörgen.